# Петрос Гайдаціс
Петрос Гайдаціс (25 листопада 2000 , Салоніки ) — грецький веслувальник, бронзовий призер Олімпійських ігор 2024 року.

## Виступи на Олімпіадах
| Олімпіада  | Дисципліна               | Місце |
| ---------- | ------------------------ | ----- |
| Париж 2024 | парні двійки, легка вага | 3     |